# ミズガシ
ミズガシ（水樫、学名：Quercus nigra、英: Water Oak）は、ブナ科コナラ属に分類される北米原産の落葉高木である。英名の音訳からウォーターオークとも呼ばれる。アメリカ合衆国東部から南部にかけて分布し、湿地林の主要構成種として生態系で重要な役割を担う。

## 名称
和名「ミズガシ」は「水辺に生育する樫」を意味し、本種の生態的特性を反映した名称である。この名は水辺（湿地・河岸）に自生する特性に由来する。日本では学術分野でこの呼称が用いられるが、英名に基づく「ウォーターオーク」も併記されることがある。別名としてスポッテッドオーク（spotted oak）、ダックオーク（duck oak）などがある。

## 分布

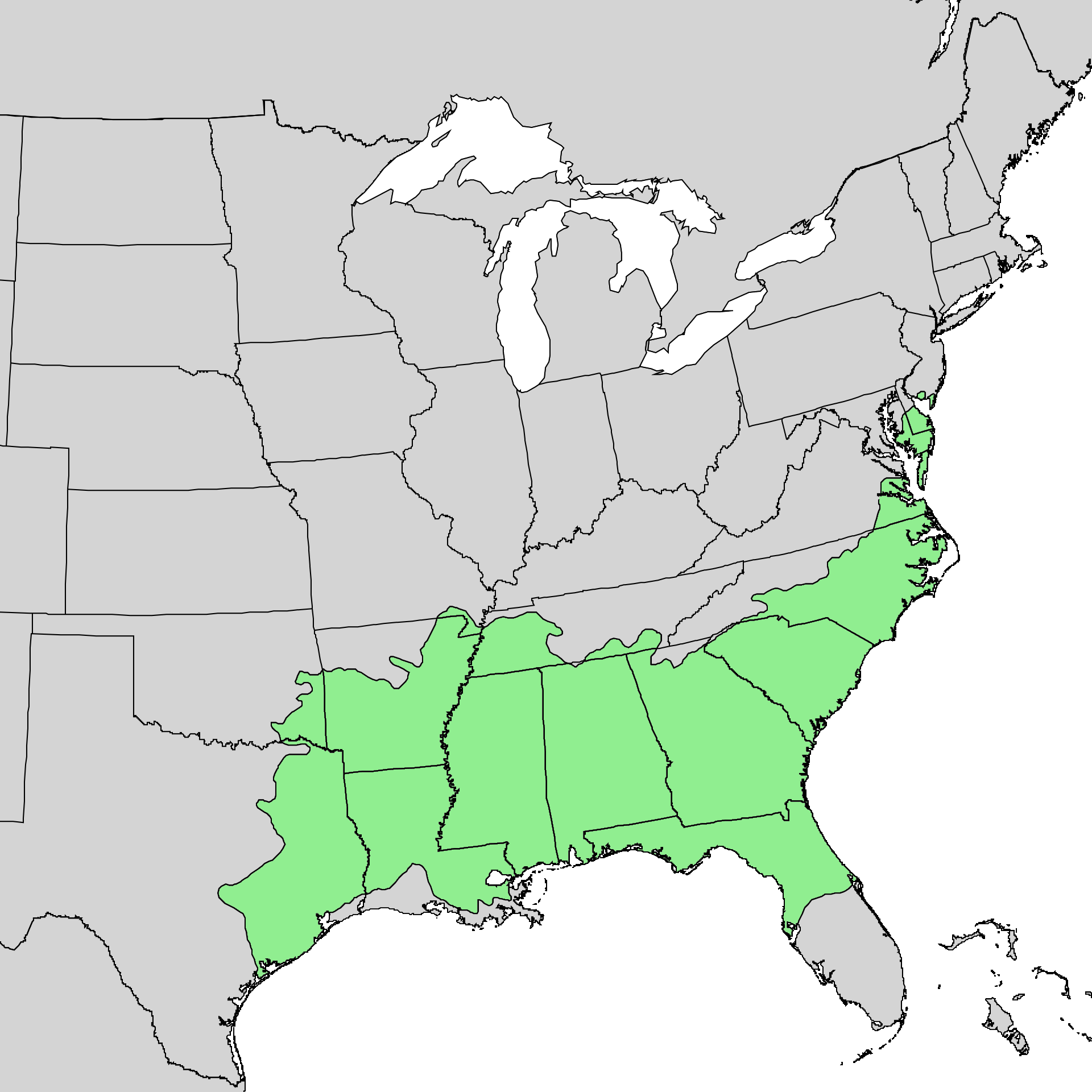
ミズガシの自然分布域

アメリカ合衆国の沿岸州全域（ニュージャージー州からテキサス州まで）に分布。内陸部ではオクラホマ州、ケンタッキー州、ミズーリ州南部まで見られる。低地から標高450mまでの湿地帯や河川沿いに群落を形成する。

## 形態
- 樹高：最大30m、幹径1mに達する。
- 樹皮：若木は滑らかな茶褐色、成熟すると灰黒色で鱗状の隆起が目立つ。
- 葉：長さ3-12cmのスペーテラ（spatula）形が特徴。先端に水滴状の小裂片を持つ。表面は緑青色、裏面は淡青色で葉脈に赤褐色の毛が密生。
- 花：雌雄同株。雄花序は尾状、雌花序は穂状。花期は4-5月。
- 果実：ドングリ（堅果）は単生または対生。径10-14mmの広楕円形で、浅い殻斗に包まれる。成熟には18ヶ月を要し、翌年秋に落下。

## 生態
- 適応環境：沼地・河川敷など湿潤地を好むが、排水性の良い土壌や圧実された土壌でも生育可能。
- 寿命：比較的短命（60-80年）。
- 繁殖：樹齢20年で開花結実。ほぼ毎年豊作となる。
- 共生関係：
- 受粉：風媒花。開花時に大量の花粉を放出。
- 動物相：ドングリはオジロジカ、アカリス属、アライグマの重要食糧。冬期には芽や小枝も摂食される。
- 雑種形成：ベニガシ（Q. falcata）、ブルージャックオーク（Q. incana）など近縁種と自然交雑する。

## 人間との関わり
- 利用：
- 材木：17世紀から建材・燃料として利用。辺材は淡褐色、心材は濃褐色で加工性が良い。
- 生態系修復：農地放棄後の湿地林再生に植栽される。
- 園芸：日本では耐湿性を活かした治水緑化に導入例あり。ただし病害虫（特にうどんこ病）に弱く、観賞用としては一般的でない。
- 文化：原産地である米国南部では「水辺の守護者」として民俗伝承に登場する。

## 保全状況
生息域が広く個体数も安定しているため、IUCNにより軽度懸念（LC）に指定。

## ギャラリー

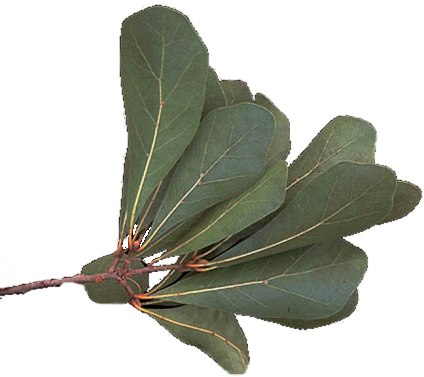
湿地帯に群生するミズガシ
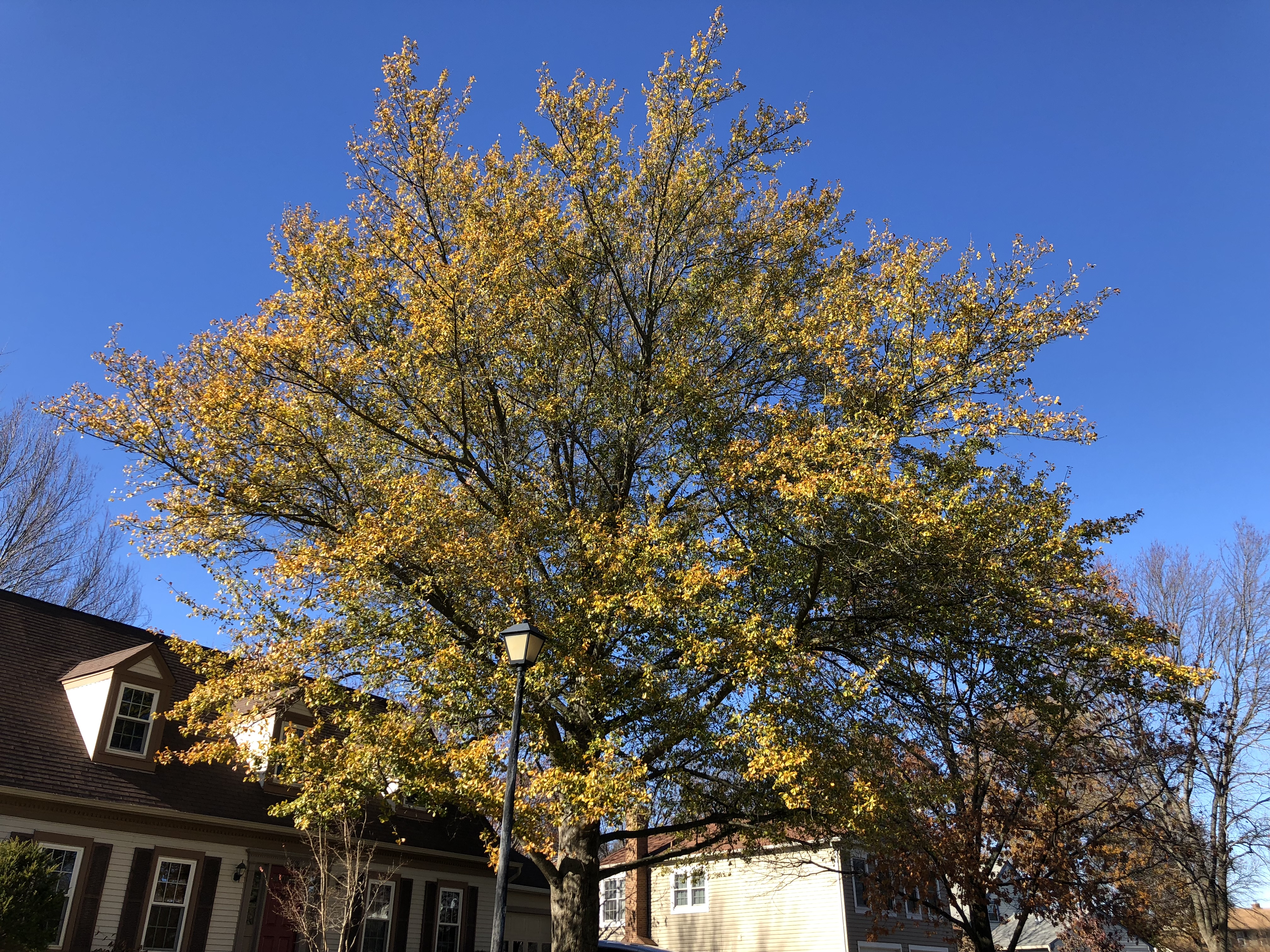
秋の訪れ。ミズガシの葉が黄色く色づき始めました